# Decemvirii

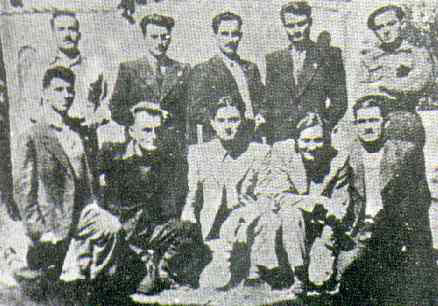
Decemvirii. De la stânga la dreapta: Ion Caratănase, Iosif Bozântan, Ștefan Curcă, Ion Pele, Ion Gr. State, Ion Atanasiu, Bogdan Gavrilă, Radu Vlad, Ștefan Georgescu și Ion Trandafir

Decemvirii este denumirea unui grup de zece legionari care l-au asasinat pe deputatul Mihai Stelescu în iulie 1936. Aceștia fiind: Ion Caratănase, Iosif Bozântan, Ștefan Curcă, Ion Pele, Grigore Ion State, Ion Atanasiu, Gavrilă Bogdan, Radu Vlad, Ștefan Georgescu și Ion Trandafir.
În alegerile generale din 1933, Stelescu a fost ales deputat din partea Gărzii de Fier. În timpul unei tabere de muncă organizată la Budachi, în Basarabia, el a atras de partea sa câțiva legionari pe care i-a convins „că prezența Căpitanului nu mai este utilă” partidului și a conceput un plan de eliminare a lui Codreanu. Unul dintre complotiști, Cotea, crezându-se demascat, a mărturisit totul. În urma percheziției făcute acasă la Gheorghiade a fost găsită cianura cu care urma să fie omorât Codreanu. 
Consiliul de onoare legionar, care l-a judecat pe Stelescu, l-a găsit vinovat și l-a eliminat din Legiune. Codreanu i-a dat însă șansa ca, printr-o conduită bună, să fie reabilitat după un timp. Plecat la Galați, Stelescu a publicat revista Cruciada Românismului. După primele numere ale revistei, a început o campanie de denigrare a lui Codreanu și a Gărzii de Fier și, cu toate că a fost avertizat să înceteze, Stelescu și-a continuat campania. 
Un grup de zece legionari, numit Decemvirii, a decis să-l asasineze, ceea ce s-a și întâmplatla 16 iulie 1936. Decemvirii s-au predat autorităților și au fost condamnați la muncă silnică pe viață.

## Moartea
În noaptea de 29/30 noiembrie 1938, la ordinul regelui Carol al II-lea, în pădurea Tâncăbești, Decemvirii au fost uciși, prin strangulare, alături de liderul Gărzii de Fier Corneliu Zelea Codreanu și Nicadorii, de către jandarmii care îi transportau la închisoarea Jilava.